# Tronia
En la mitología griega Tronia (en griego antiguo Θρωνία, Thrōnía o Θρωνίη, Thrōníē) era la hija de Belo, el rey de Egipto, y madre de Arabio (o Árabo); este nació de su unión con Hermaón (Hermes). Se desconoce quién era la madre de Tronia. 
Tronia tenía varios hermanos: Dánao, Egipto y según Eurípides también Cefeo y Fineo. Su hermano Egipto conquistaría Arabia, el país que recibe el nombre de su hijo.
Los griegos imaginaron una ninfa epónima de Babilonia, llamada Babilónide o Babilonis, quien unida con Apolo fue madre de Árabo en otra versión. De esta manera se asocia a Tronia con la hija de Bel (Belo), dios babilónico, equiparando entonces a la casi desconocida Babilónide con Tronia, cuyo nombre sugiere «la del trono». Este tipo de invenciones casi artificiosas son propias en la mitología griega, especialmente en la familia de Agenor, el hermano de Belo. En la mitología los hijos y descendientes de Agenor, los Agenóridas, son un cajón de sastre para incluir a diversos epónimos no helénicos, como Fénix (hijo de Agenor y epónimo de Fenicia), Europa o Cílix (epónimo de Cilicia). Esta hipótesis reafirma el origen babilónico de Tronia, como su ninfa epónima dentro de la familia de los Agenóridas.
Aún existe otra Tronia, una ninfa náyade madre de Abdero en su unión con Poseidón. Esta Tronia es epónima de la ciudad homónima ubicada en la Lócride.